# 천경 (요)
천경(天慶, 1111년 ~ 1120년)은 요나라(거란국) 천조제(天祚帝) 야율 연희(耶律 延禧)의 두번째 연호이다. 10년 가량 사용하였다.

## 개원
- 건통(乾統) 10년 12월 15일[1](1111년 1월 26일)에 연호를 천경(天慶)으로 정하고, 다음 해 1월 1일[2](1111년 2월 10일)에 개원함.[3][4][5]

- 천경(天慶) 11년 1월 1일[6](1121년 1월 21일)에 연호를 보대(保大)로 개원함.[7][8][5]

## 연대 대조표
| 천경       | 원년            | 2년        | 3년        | 4년        | 5년             | 6년        | 7년             | 8년                 | 9년                 | 10년       |
| 서기(西紀) | 1111년          | 1112년     | 1113년     | 1114년     | 1115년          | 1116년     | 1117년          | 1118년              | 1119년              | 1120년     |
| 간지(干支) | 신묘(辛卯)      | 임진(壬辰) | 계사(癸巳) | 갑오(甲午) | 을미(乙未)      | 병신(丙申) | 정유(丁酉)      | 무술(戊戌)          | 기해(己亥)          | 경자(庚子) |
| 북송(北宋) | 정화(政和) 원년 | 2년        | 3년        | 4년        | 5년             | 6년        | 7년             | 8년 중화(重和) 원년 | 2년 선화(宣和) 원년 | 2년        |
| 금(金)     | -               | -          | -          | -          | 수국(收國) 원년 | 2년        | 천보(天輔) 원년 | 2년                 | 3년                 | 4년        |

## 동시대 연호

### 중국
송(宋)
- 정화(政和) (1111년 ~ 1118년)
- 중화(重和) (1118년 ~ 1119년)
- 선화(宣和) (1119년 ~ 1125년)

금(金)
- 수국(收國) (1115년 ~ 1116년)
- 천보(天輔) (1117년 ~ 1123년)

서하(西夏)
- 정관(貞觀) (1101년 ~ 1113년)
- 옹녕(雍寧) (1114년 ~ 1118년)
- 원덕(元德) (1119년 ~ 1127년)

대리국(大理國)
- 문치(文治) (1110년 ~ 1121년)

기타
- 방랍(方臘) 영락(永樂) (1120년 ~ 1121년)

### 베트남
- 호이뜨엉다이카인(會祥大慶) (1110년 ~ 1119년)
- 티엔푸주에부(天符睿武) (1120년 ~ 1126년)

### 일본
- 덴에이(天永) (1110년 ~ 1113년)
- 에이큐(永久) (1113년 ~ 1118년)
- 겐에이(元永) (1118년 ~ 1120년)
- 호안(保安) (1120년 ~ 1124년)

## 같이 보기
- 다른 왕조의 같은 연호
  - 일본(日本) 덴교(天慶, 938년 ~ 947년)
  - 흥료국(興遼國) 천경(天慶, 1029년 ~ 1030년)
  - 서하(西夏) 천경(天慶, 1194년 ~ 1206년)
  - 후 쩐 왕조(後陳朝) 티엔카인(天慶, 1426년 ~ 1428년)

- 중국의 연호 목록